# Слепые мужья
«Слепые мужья» (англ. Blind Husbands) — американский художественный фильм Эриха фон Штрогейма, автора сценария, режиссёра и исполнителя одной из главных ролей. Фильм создан на киностудии «Universal Studios» в 1919 году.

## История создания
Свой первый фильм Эрих фон Штрогейм снял после нескольких лет работы в Голливуде в качестве актёра, консультанта, художника по костюмам и ассистента режиссёра у самого Дж. У. Гриффита (в 1914—1918 годах). Чтобы снять фильм, Штрогейму пришлось самому выступить в роли продюсера и отказаться от гонораров, причитающихся ему как сценаристу и режиссёру, — зарплату (200 долларов в неделю) он получал только как актёр.
Фильм имел рабочее название «The Pinnacle» — по названию вершины, на которую восходят его герои; в титрах в качестве первоисточника указана книга «The Pinnacle», но эта книга не существовала. Хотя действие фильма происходит в Альпах, Штрогейм снимал его, не выезжая за пределы Калифорнии. Премьера фильма, получившего превосходные отзывы прессы, состоялась в Нью-Йорке 8 декабря 1919 года; его финансовый успех превзошёл все ожидания, принёс немалую прибыль киностудии, а Штрогейму позволил утвердиться в новой профессии.

## Сюжет
Американский врач по фамилии Армстронг вместе с женой отдыхает в Доломитовых Альпах; в небольшом отеле вместе с ними проживает австрийский офицер и дамский угодник Эрих фон Штойбен. Пользуясь тем, что доктор пренебрегает своей женой, нередко просто не замечает её присутствия (а жена с завистью смотрит на воркующих молодожёнов), фон Штойбен обхаживает миссис Армстронг и в конце концов покоряет женщину своей предупредительностью, столь выгодно отличающей его от мужа. Отвыкшая от мужского внимания миссис Армстронг принимает его ухаживания; но за парой зорко следит проводник Зепп, которому доктор Армстронг когда-то спас жизнь.
Тем временем доктор обнаруживает в гостиничном номере новый, незнакомый ему предмет: шкатулку с букетиком цветов и запиской…
Миссис Армстронг переселяется в отдельный номер; страдающая от неразделённой любви к мужу женщина решает разыграть лейтенанта, а заодно досадить супругу: письмом она приглашает фон Штойбена на ночное свидание, но при этом указывает неверный номер. Ночью лейтенант долго и тщательно прихорашивается перед зеркалом и — попадает в номер к проводнику Зеппу.
Утром доктор и лейтенант в одной связке поднимаются на вершину горы. Помогая измученному Штойбену раздеться, доктор обнаруживает у него в кармане куртки конверт с письмом, допытывается, не его ли жена это письмо написала; лейтенант пытается его выхватить, и письмо падает вниз. Полагая, что оно исчезло безвозвратно, Штойбен охотно признаёт, что письмо написано миссис Армстронг. При всём видимом безразличии к жене измена потрясает доктора; перерубив канат, связывавший их, доктор один спускается вниз, оставив Штойбена на вершине.

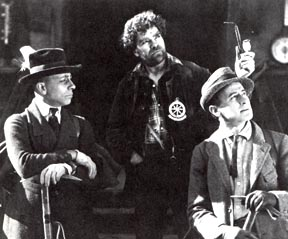
Кадр из фильма: Штойбен (Эрих фон Штрогейм), Зепп (Гибсон Гоуленд) и Армстронг (Сэм Де Грасс)

По пути вниз Армстронг находит письмо и обнаруживает, что это был розыгрыш.
Тем временем, чувствуя неладное, опасаясь столкновения между мужчинами, миссис Арсмстронг просит Зеппа вызывать спасателей — и вовремя: при спуске у доктора действительно возникают проблемы. Пришедших ему на помощь спасателей Армстронг просит снять с вершины фон Штойбена; однако лейтенант, подававший себя как многоопытного альпиниста, покорившего не одну вершину, ударившись в панику, срывается вниз и разбивается.
Супруги покидают отель; прощаясь, Зепп говорит доктору, чтобы он более внимателен к жене, но Армстронг уже и сам это понял…

## В ролях
| Актёр                | Роль                            |
| -------------------- | ------------------------------- |
| Сэм Де Грасс         | доктор Роберт Армстронг         |
| Франселия Биллингтон | жена Роберта Маргарет Армстронг |
| Эрих фон Штрогейм    | лейтенант Эрих фон Штойбен      |
| Гибсон Гоуленд       | проводник Зепп                  |

## Съёмочная группа
- Эрих фон Штрогейм — продюсер, сценарист и режиссёр
- Бен Ф. Рейнолдс — оператор
- Ричард Дэй — декорации